# Patlabor (manga)
Patlabor (機動警察パトレイバー?, Kidō keisatsu Patlabor) è un manga scritto e disegnato da Masami Yūki, coadiuvato per il mecha design da Yutaka Izubuchi.
Pubblicato per la prima volta nel 1988, è stato il primo prodotto sulla saga di Patlabor del gruppo Headgear. La serializzazione, avvenuta sulla rivista Shōnen Sunday della Shogakukan, è durata dal 23 marzo 1988 all'11 maggio 1994; il manga è stato poi raccolto in ventidue tankōbon.

## Trama
La storia, che introduce tutti i personaggi, segue le avventure del Secondo Plotone fin dalla sua istituzione. L'attenzione è incentrata principalmente sulla vita quotidiana della Seconda Sezione Veicoli Speciali e sulle vicende fantapolitiche che fanno da sfondo ai principali casi affrontati, come la vicenda del Griffon e del mostro della Baia di Tokyo.

## Pubblicazione

### Edizione italiana
In Italia la serie ha avuto una pubblicazione molto travagliata. Inizialmente Patlabor fu pubblicato tra marzo e settembre 1992 nei numeri dal 17 al 23 della testata mensile Zero della Granata Press, in seguito, dall'ottobre 1992 al marzo 1995 fu trasferito nei numeri dal 18 al 45 della testata Mangazine ed infine giunse su un'altra testata appositamente creata, Z Star, dove continuò la sua pubblicazione nei numeri 1 e 2 usciti tra il maggio ed il giugno 1995. Tra il maggio 1994 ed il luglio 1995 furono ristampati i primi tre numeri sulla testata Manga Paperback ma dopo questo la sua uscita venne bruscamente interrotta dall'editore. L'edizione a cura della Granata Press presentava la lettura ribaltata all'occidentale.
Anni dopo, tra il giugno 1999 ed il maggio 2000, l'opera venne ripresa da capo da Star Comics che decise di farla approdare nella testata mensile Shot dove tornò ad avere la lettura all'orientale, ma le scarse vendite la portarono a farla migrare tra luglio 2000 ed il maggio 2003 nella collana quadrimestrale Turn Over, dove il manga fu finalmente completato.

## Accoglienza
Nel 1991 è stato premiato con lo Shogakukan Manga Award nella categoria shōnen.